# Ясачная Хайрюзовка
Ясачная Хайрюзовка — деревня в Усть-Удинском районе Иркутской области. Входит в состав Молькинского муниципального образования.

## География
Деревня находится на расстоянии 41 км к юго-востоку от посёлка Усть-Уда, административного центра района.

## Население
| 2002 | 2010 | 2011 | 2012 |
| ---- | ---- | ---- | ---- |
| 116  | ↘90  | →90  | ↗93  |

## Улицы
В селе имеются две улицы: Горная и Центральная.